# 庫里·格拉漢姆
庫里·格拉漢姆（Currie Graham，1967年2月26日—）是加拿大的一位演員，出生在安大略省。他曾就讀於紐約的美國戲劇藝術學院，出演過豪斯醫生等電視劇。

## 外部連結
- 庫里·格拉漢姆在互联网电影资料库（IMDb）上的資料（英文）